# 제2시설단
제2시설단(일본어: 第2施設団 다이니시세쓰단[*], 영어: JGSDF 2nd Engineer Brigade)는 육상자위대 동부방면대 예하 시설단이다.

## 역사
1961년 8월 17일, 제103건설대대, 제105시설대대, 이와테 주둔지의 제309지구시설대, 아키타 주둔지의 제301지구시설대를 편성하여, 후나오카 주둔지에서 제2시설단이 창설되었다.
1963년 8월 10일, 제302덤프차량중대가 후쿠시마 주둔지로 이사하였다.
1974년 3월 26일, 시설단 개편에 따라 제103건설대대가 제309지구시설대, 제105시설대대가 제310지구시설대를 병합하여, 각각 제10,11시설군으로 재편성되고, 제104시설기재대가 창설되었다.
1983년 3월 28일, 제312덤프차량중대가 단 직할부대가 되었다.
1989년 3월, 지구시설대 편제가 폐지되었다.
1999년 3월 28일, 제11시설군 예하 제311시설기재대가 해체되고, 예하중대의 서수가 제354~357번으로 재지정되었다.
2006년, 3월 27일, 후방지원체제 변경에 따라 정비부문이 동북방면후방지원대 제105시설직접지원대대로 넘어갔다.
2010년 3월 2일, 제10시설군 예하 제303갱도중대 제304시설기재대, 제346시설중대가 해체되고, 나머지 중대의 서수가 제384~387번로 재지정되었다.

## 편성
- 단 본부 및 본부중대 - 후나오카 주둔지
- 제10시설군 - 후나오카 주둔지
  - 군 본부 및 본부관리중대
  - 제384시설중대
  - 제385시설중대
  - 제386시설중대 - 이와테 주둔지
  - 제387시설중대
  - 제301수재재해중대
- 제11시설군 - 후쿠시마 주둔지
  - 군 본부 및 본부관리중대
  - 제356시설중대
  - 제357시설중대 - 아키타 주둔지
  - 제377시설중대
  - 제378시설중대
- 제104시설기재대 - 후나오카 주둔지
- 제312덤프차량중대 - 후나오카 주둔지

## 계보
- 1961년 8월 17일
  - 일본어: 第2施設団 다이니시세쓰단[*]
  - 영어: JGSDF 2nd Engineer Brigade